# جودي كاي
جودي كاي (بالإنجليزية: Judy Kaye)‏ هي مغنية وممثلة أمريكية، ولدت في 11 أكتوبر 1948 في فينيكس في الولايات المتحدة. من الجوائز التي نالتها جائزة المسرح العالمي سنة 1978.

## جوائز وترشيحات
جوائز
- جائزة المسرح العالمي (1978)

ترشيحات
- جائزة توني لأفضل ممثلة مسرحية [الإنجليزية]‏ (2006)

## وصلات خارجية
- جودي كاي على موقع IMDb (الإنجليزية)
- جودي كاي على موقع ميوزك برينز (الإنجليزية)
- جودي كاي على موقع قاعدة بيانات برودواي على الإنترنت (الإنجليزية)
- جودي كاي على موقع ديسكوغز (الإنجليزية)
- جودي كاي على موقع قاعدة بيانات الفيلم (الإنجليزية)